# 达那伊得斯

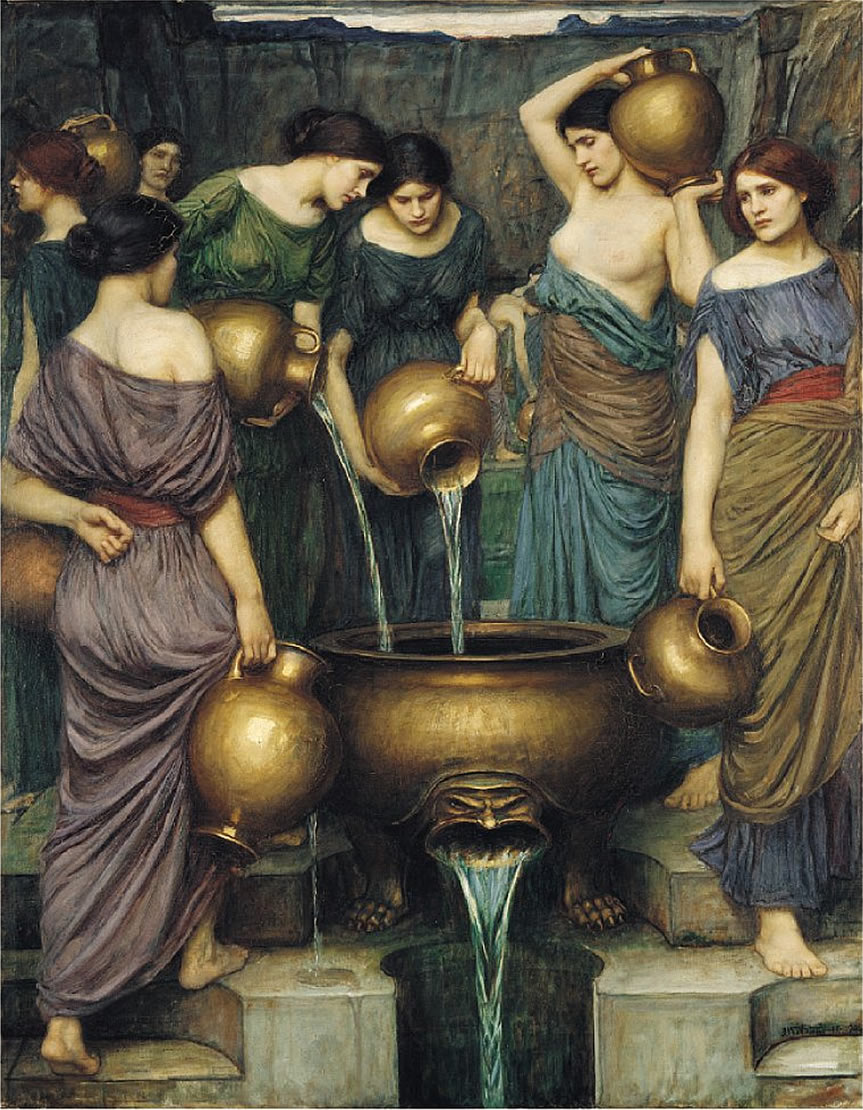
《承受灌水刑罚的达那伊得斯》（约翰·威廉姆·沃特豪斯/画、1906年）
画中描述达那伊得斯手抬瓦罐，不停地将满满一罐水倒入永远也盛不满的无底桶里。

达那伊得斯是希腊神话中埃及王—达那俄斯（Danaus）与妻子或情人们所生的50个女儿的总称。“达那伊得斯”该名称意为“达那俄斯的女儿们”。

## 神话故事
达那俄斯许诺要把自己的50个女儿嫁给孪生兄弟埃古普托斯的50个儿子。当婚礼准备就绪，达那俄斯突然想起了一个几乎已经快要忘记了的古老预言，那预言告诉他，他在未来将会被自己的女婿给杀死。但是现在阻止婚礼也已经为时已晚，于是他将50个女儿叫到自己跟前，并给了她们每人一把短剑，命令她们在新婚之夜时，趁机将她们的丈夫给杀死。她们不敢违抗父王的命令，只好在深夜当丈夫都睡熟时将他们一一杀害。唯有大女儿许珀耳涅斯特拉太爱自己的丈夫，所以她违抗了父亲的命令，没有将自己的丈夫林叩斯（Lynceus）杀死。天亮了，人们发现埃古普托斯的49个儿子都倒在血泊之中。唯一幸存下来的林叩斯为了报仇，一怒之下将自己的老丈人和杀害他兄弟的49位达那伊得斯给杀死了，因而兑现了那个古老的预言。
后来谋杀亲夫的49位达那伊得斯的行为激怒了天神，在她们死后，她们被发配到了冥府最底层的塔耳塔洛斯，强逼她们灌满永远也不可能灌满的无底桶。从此，49个达那伊得斯就这样出了名。
这49位美丽的少女匆匆忙忙走向低凹的水池边，排成长队，用她们的瓦罐盛满水，又痛苦地顺着陡峭的、滑溜溜的石阶向上攀爬，将瓦罐里的水倒进无底桶中。直到精疲力竭，劳累得快要晕倒的时候，她们才停下来休息一会儿，可是复仇女神的鞭子又向她们劈头盖脸的打下来，棍棒又戳着她们，一次又一次的逼迫她们去完成那毫无希望完成的工作。